# Пріоло-Гаргалло
Пріоло-Гаргалло, Пріоло-Ґарґалло (італ. Priolo Gargallo, сиц. Priolu) — муніципалітет в Італії, у регіоні Сицилія, провінція Сиракуза.
Пріоло-Гаргалло розташоване на відстані близько 580 км на південний схід від Рима, 195 км на південний схід від Палермо, 13 км на північний захід від Сиракузи.
Населення — 12 193 особи (2014).

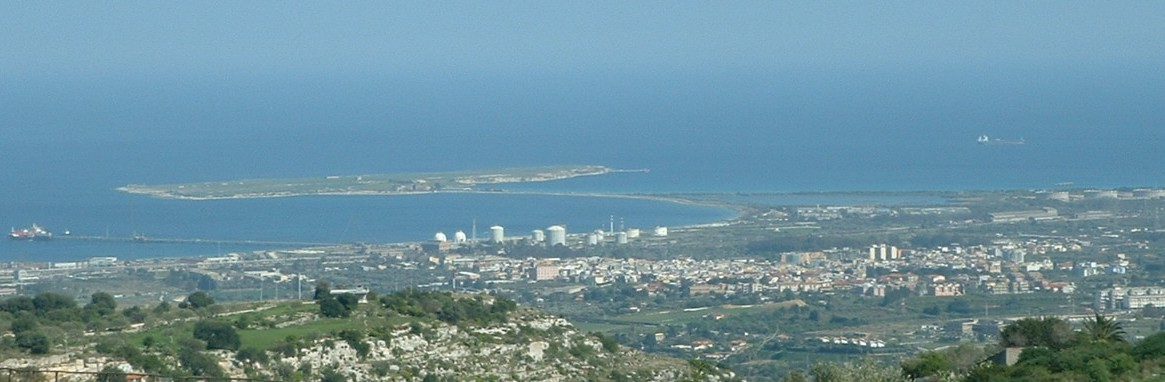

Щорічний фестиваль відбувається 2 жовтня. Покровитель — Angelo custode.

## Демографія
Населення за роками:

Станом на 1 січня 2023 року в муніципалітеті офіційно проживало 190 іноземців з 37 країн, серед них 84 громадяни країн Євросоюзу.

## Сусідні муніципалітети
- Меліллі
- Сиракуза
- Соларино
- Сортіно

## Спорт
Жіночий баскетбольний клуб Libertas Trogylos Basket